# Maubray Airport
Maubray Airport är en flygplats i Belgien.   Den ligger i provinsen Hainaut och regionen Vallonien, i den västra delen av landet, 70 km sydväst om huvudstaden Bryssel. Maubray Airport ligger 50 meter över havet.
Terrängen runt Maubray Airport är platt. Runt Maubray Airport är det tätbefolkat, med 613 invånare per kvadratkilometer.. Närmaste större samhälle är Tournai, 11,2 km nordväst om Maubray Airport. 
Omgivningarna runt Maubray Airport är en mosaik av jordbruksmark och naturlig växtlighet.